# Jean Quiquampoix
Jean Quiquampoix (3 de novembro de 1995) é um atirador esportivo francês.

## Carreira
Quiquampoix representou a França nas Olimpíadas de 2016, nas quais conquistou a medalha de prata na pistola rápida 25 m masculino. Obteve o ouro na mesma prova em Tóquio 2020.